# Atanatolica caldas
Atanatolica caldas is een schietmot uit de familie Leptoceridae. De soort komt voor in het Neotropisch gebied.